# Картье, Пьер Камиль

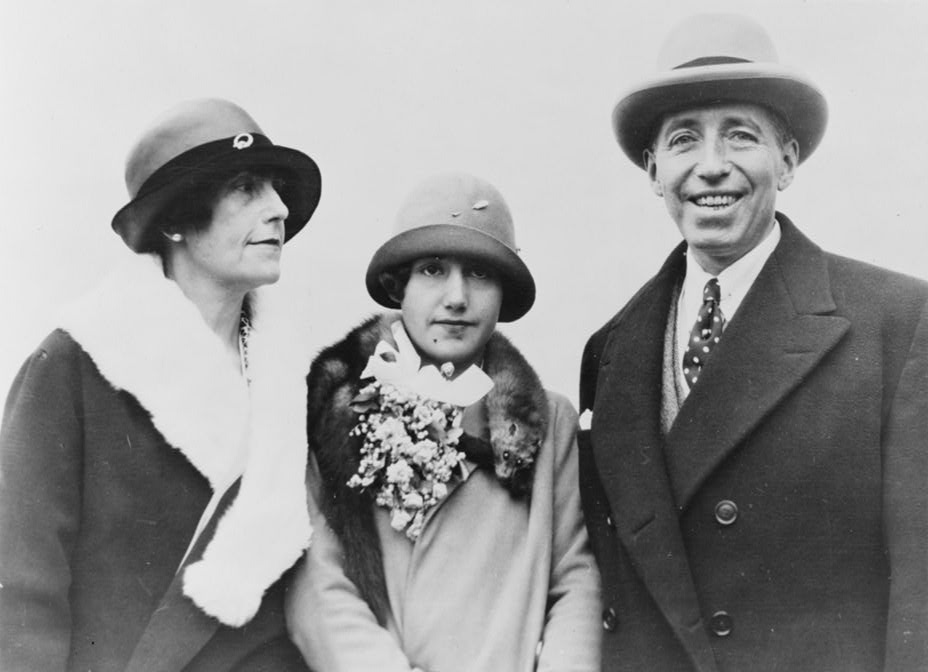
Пьер Картье с женой и дочерью, 1926 год.

Пьер Камиль Картье (фр. Pierre Camille Cartier; 10 марта 1878, Париж — 27 октября 1964, Женева) — французский ювелир. Один из троих сыновей Альфреда Картье и брат Жака Картье и Луи Картье. Дед Пьера, Луи-Франсуа Картье, перенял ювелирную мастерскую от своего учителя Адольфа Пикара в 1847 году, тем самым основав знаменитую ювелирную компанию Cartier.

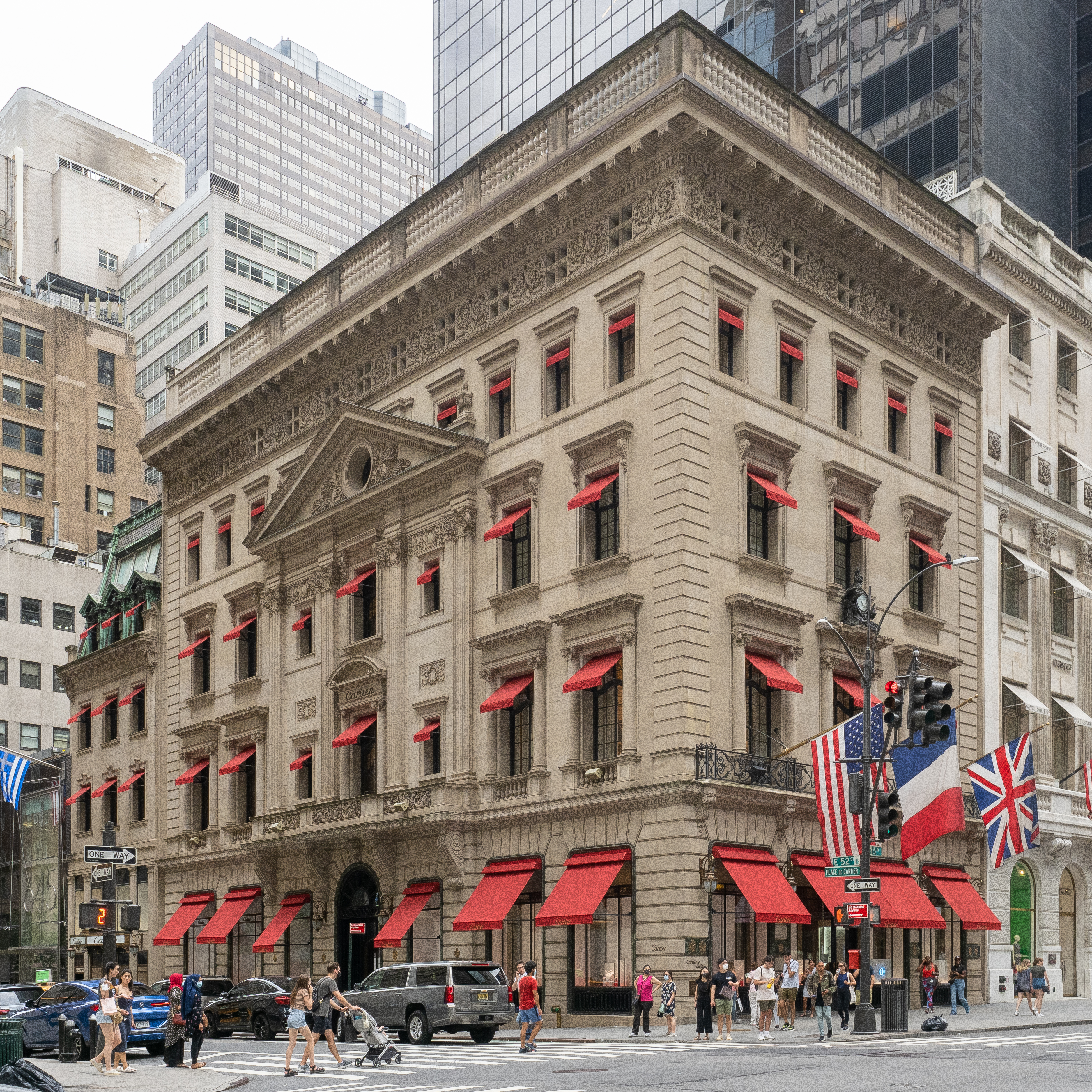
Магазин Cartier в Нью-Йорке, на 5-й Авеню

В 1902 году Пьер основал и начал управлять лондонским магазином Cartier, а в 1909 году открыл магазин в Нью-Йорке, переместив его в 1917 году на нынешнее место на Пятой авеню, 653, в особняк банкира Мортона Планта, построенный в стиле нео-ренессанса.
После смерти своих братьев в 1942 году Пьер основал свой магазин в Париже, и управлял им до тех пор, пока не уехал на пенсию в Женеву в 1947 году.
Картье купил Алмаз Хоупа и 28 января 1911 года продал его Эдварду Б. Маклину. По сделке, которую семья Маклин заключила в офисе Washington Post, Пьер Картье продал бриллиант за 180 000 долларов США. Пункт в соглашении о продаже бриллианта, который, как многие считали, принесет смерть и несчастье его владельцу, гласил: «Если в течение шести месяцев с семьей Эдварда Б. Маклина произойдет какой-либо несчастный случай, указанный алмаз Хоупа будет обменян на драгоценные украшения той же стоимости». К марту алмаз не был оплачен в соответствии с условиями договора купли-продажи и Cartier нанял адвоката, чтобы подать в суд на Маклина, в связи с его словами о «одалживании камня для проверки его подлинности», для получения выплаты. 2 февраля 1912 г. газета « Нью-Йорк таймс» сообщила, что «состоятельные покупатели знаменитого камня сохранят его, несмотря на его зловещую репутацию» .